# BlueBird Aero Systems
BlueBird Aero Systems — израильская компания, специализирующаяся в разработке и производстве тактических беспилотных систем (БПЛА).
Компания была создана в 2002 году. Штаб-квартира компании находится в промышленной зоне мошава Кадима (Центральный округ Израиля)

## Продукция
- Blueye [4][5]

- Boomerang [6][7][8][9]

- MicroB [10][11][8]

- SpyLite [12][13][14][8][15]

- Приборы для БПЛА [16]

- Семейство наземных станций контроля для всех БПЛА компании Bluebird [17]